# Fankijärvi
Fankijärvi är en sjö i Gällivare kommun i Lappland och ingår i Kalixälvens huvudavrinningsområde. Fankijärvi ligger i Kaitum fjällurskog Natura 2000-område.